# Landerrouet-sur-Ségur
 Landerrouet-sur-Ségur  là một xã thuộc tỉnh Gironde trong vùng Nouvelle-Aquitaine tây nam nước Pháp.